# Tasseled Cap

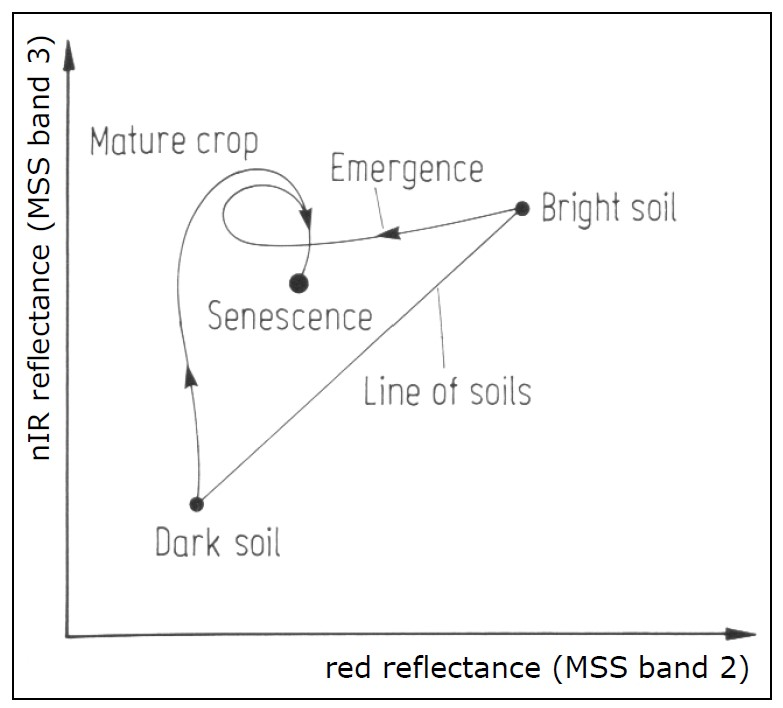
Tasseled Cap Transformation für hellen und dunklen Boden

Unter Tasseled Cap Transformation wird eine Methode verstanden, um die spektralen Informationen von Satellitendaten in spektrale Indikatoren zu transformieren. Besonders in der Analyse von Vegetation (phänologische Stadien) wird dieser Index angewandt. 

## Hintergrund
1976 wurde der Tasseled-Cap-Index von R.J. Kauth und G.S. Thomas publiziert. Er wurde auf der Basis von spektralen Informationen des Landsat-Satelliten generiert. Die Tasseled Cap Koeffizienten, die in die lineare Gleichung der Tasseled Cap Transformation eingesetzt werden, sind Sensor spezifisch und wurden daher für jedes Sensorsystem speziell abgeleitet. Verwandt ist der Index mit Hauptkomponentenanalyse und Vegetationsindizes.

## Berechnung
Für den  Algorithmus werden sechs von sieben Landsat-TM-Bänder genutzt, wobei drei Informationsebenen generiert werden:
- Tasseled Cap Band 1 (brightness, ein Messwert für den Boden)
- Tasseled Cap Band 2 (greeness, ein Messwert für die Vegetation)
- Tasseled Cap Band 3 (wetness, ein Messwert für Interaktionen von Boden und Kronendachfeuchte)

Der Algorithmus für diese drei Informationsebenen ist eine gewichtete Summe der Landsat Bänder (ohne den Thermalkanal 6), wobei jedes Band mit dem spezifischen Koeffizienten (den Gewichten) multipliziert wird:
- Brightness = 0.3037 (Band 1) + 0.2793 (Band 2) + 0.4743 (Band 3) + 0.5585 (Band 4) + 0.5082 (Band 5) + 0.1863 (Band 7)
- Greenness = – 0.2848 (Band 1) – 0.2435 (Band 2) – 0.5436 (Band 3) + 0.7243 (Band 4) + 0.0840 (Band 5) – 0.1800 (Band 7)
- Wetness = 0.1509 (Band 1) + 0.1973 (Band 2) + 0.3279 (Band 3) + 0.3406 (Band 4) – 0.7112 (Band 5) – 0.4572 (Band 7)

## Referenzen
Kauth R. J. und G. S. Thomas (1976): The tasseled Cap - A Graphic Description of the Spectral-Temporal Development of Agricultural Crops as Seen by LANDSAT. Proceedings of the Symposium on Machine Processing of Remotely Sensed Data